# Grinderman (album)
Grinderman – debiutancki album zespołu Grinderman wydany 5 marca 2007 roku nakładem Mute Records.

## Lista utworów
1. „Get It On” – 3:07
2. „No Pussy Blues” – 4:20
3. „Electric Alice” – 3:15
4. „Grinderman” – 4:33
5. „Depth Charge Ethel” – 3:47
6. „Go Tell the Women” – 3:24
7. „(I Don't Need You To) Set Me Free” – 4:06
8. „Honey Bee (Let's Fly to Mars)” – 3:18
9. „Man in the Moon” – 2:10
10. „When My Love Comes Down” – 3:32
11. „Love Bomb” – 4:26

## Twórcy
- Nick Cave - wokal, gitara, organy, pianino
- Warren Ellis - druga gitara, instrumenty strunowe, dodatkowy wokal
- Martyn Casey - bass, gitara akustyczna, dodatkowy wokal
- Jim Sclavunos - perkusja, dodatkowy wokal

## Pozycje na listach
| Lista | Kraj   | Pozycja |
| ----- | ------ | ------- |
| OLiS  | Polska | 32      |